# 솔트엔터테인먼트
S.A.L.T.엔터테인먼트(영어:  S.A.L.T. ENTERTAINMENT)는 대한민국의 연예기획사이다. 본래 2011년 4HIM 엔터테인먼트라는 이름으로 설립되었으며. 본사는 서울특별시 성동구 광나루로 190, 이에스에이리버하우스 B동 908호. 소속 아티스트는 박신혜, 김선호, 장도하, 남궁담, 박정연 등이 있다.

## 역사
- 2011년 4월, IHQ에서 매니저로 일했던 이은영은 김정화, 박신혜와 함께 4HIM 엔터테인먼트 설립했다.[2][3][4]
- 이후, 2013년 1월 19일에 사명을 S.A.L.T.엔터테인먼트 로 바꾸고 종합 엔터테인먼트사로.[5][6] 솔트 엔터테인먼트의 회사명 솔트(S.A.L.T.)에는 '소금'이라는 뜻과 더불어 나눔(Sharing) / 즐거움(Amusement) / 사랑(Love) / 신뢰(Trust)의 4가지 의미가 담겨있다.[7][8]

## 현 소속 연예인
- 박신혜
- 김선호
- 장도하
- 박정연
- 남궁담

## 전 소속 연예인
- 김주헌
- 홍승범
- 박희순
- 김정화
- 이준경
- 김강현
- 김지원
- 최성은
- 김지안
- 박세영